# Cratyna flagritissima
Cratyna flagritissima är en tvåvingeart som beskrevs av Werner Mohrig 1999. Cratyna flagritissima ingår i släktet Cratyna och familjen sorgmyggor. Inga underarter finns listade i Catalogue of Life.